# Music Man
Music Man é um fabricante norte-americano de guitarras, baixos e amplificadores. É uma divisão da Ernie Ball. Dentre os músicos que utilizam instrumentos da Music Man, estão John Petrucci, Steve Morse, Cliff Williams, Trent Reznor, Flea, Johnny Christ, Steve Lukather,  Dougie Poynter e   Eddie Van Halen.

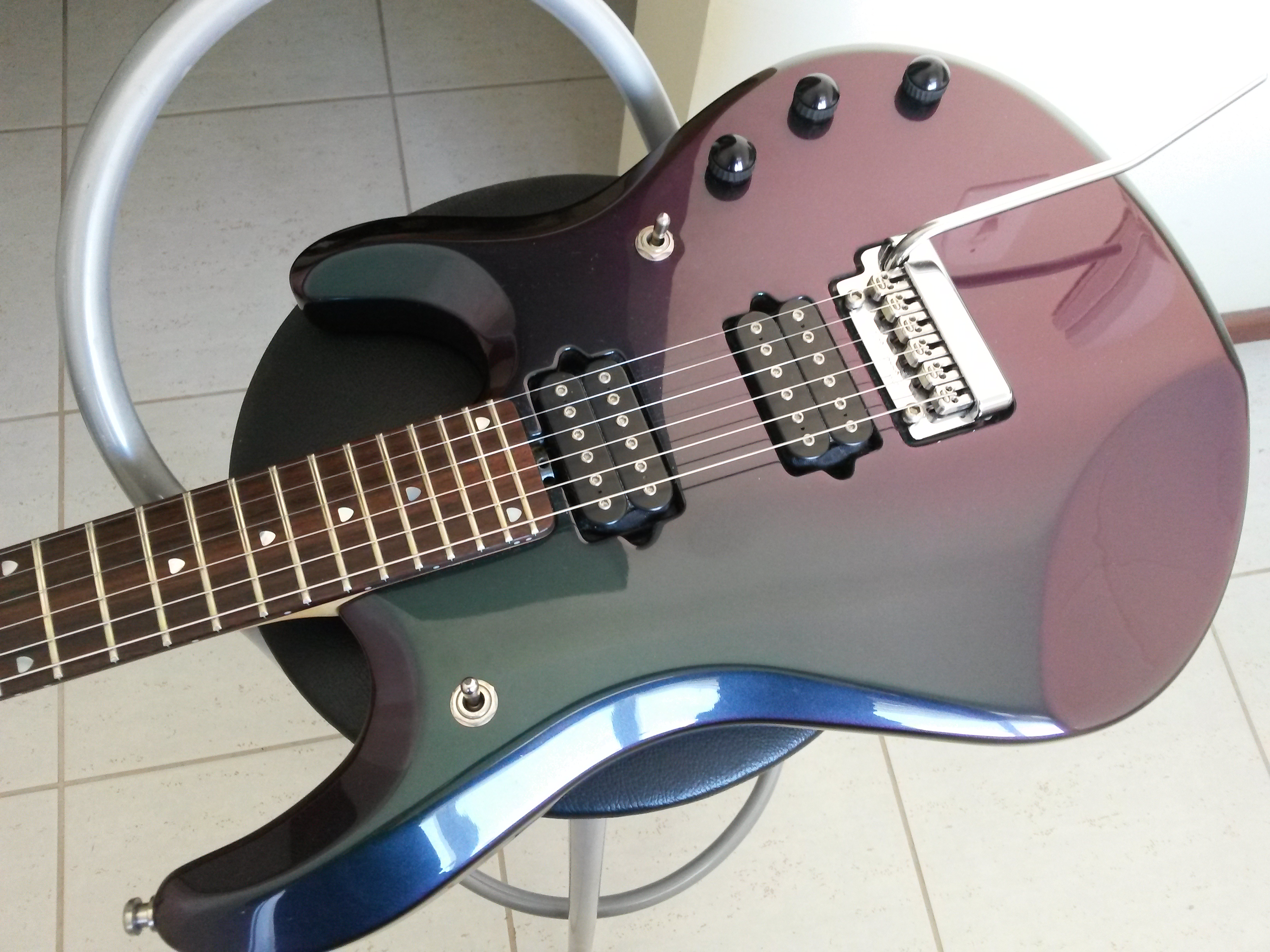
Music Man modelo John Petrucci, na cor mystic dream